# 94.7 Cycle Challenge féminin 2016
La 2e édition du 94.7 Cycle Challenge féminin a eu lieu le 20 novembre 2016. La course fait partie du calendrier international féminin UCI 2016 en catégorie 1.1.

## Classements

### Classement final
| \| Classement général \| Classement général \| Classement général \| Classement général \| Classement général \| \| Coureur \| Coureur \| Pays \| Équipe \| Temps \| \| ------------------ \| --------------------- \| ------------------- \| ------------------ \| ------------------ \| \| 1re \| Charlotte Becker \| Allemagne \| Hitec Products \| 2 h 36 min 22 s \| \| 2e \| Mavi García \| Espagne \| Bizkaia-Durango \| + 0 s \| \| 3e \| Lise Olivier \| Afrique du Sud \| Bizkaia-Durango \| + 0 s \| \| 4e \| Carla Oberholzer \| Afrique du Sud \| \| + 0 s \| \| 5e \| Marie Vilmann \| Royaume du Danemark \| Cervélo Bigla \| + 5 s \| \| 6e \| Andrea Steyn \| Afrique du Sud \| \| + 5 s \| \| 7e \| Cecilie Uttrup Ludwig \| Danemark \| Cervélo Bigla \| + 1 min 13 s \| \| 8e \| Vita Heine \| Norvège \| Hitec Products \| + 1 min 43 s \| \| 9e \| Charlene du Preez \| Afrique du Sud \| \| + 1 min 44 s \| \| 10e \| Anriette Schoeman \| Afrique du Sud \| \| + 1 min 44 s \| |                       |                     |                 |                 |
| |                       |                     |                 |                 |
| Source : Cycling Quotient |                       |                     |                 |                 |
| Classement général |                       |                     |                 |                 |
| Coureur | Coureur               | Pays                | Équipe          | Temps           |
| 1re | Charlotte Becker      | Allemagne           | Hitec Products  | 2 h 36 min 22 s |
| 2e | Mavi García           | Espagne             | Bizkaia-Durango | + 0 s           |
| 3e | Lise Olivier          | Afrique du Sud      | Bizkaia-Durango | + 0 s           |
| 4e | Carla Oberholzer      | Afrique du Sud      |                 | + 0 s           |
| 5e | Marie Vilmann         | Royaume du Danemark | Cervélo Bigla   | + 5 s           |
| 6e | Andrea Steyn          | Afrique du Sud      |                 | + 5 s           |
| 7e | Cecilie Uttrup Ludwig | Danemark            | Cervélo Bigla   | + 1 min 13 s    |
| 8e | Vita Heine            | Norvège             | Hitec Products  | + 1 min 43 s    |
| 9e | Charlene du Preez     | Afrique du Sud      |                 | + 1 min 44 s    |
| 10e | Anriette Schoeman     | Afrique du Sud      |                 | + 1 min 44 s    |

### Points UCI
| Position           | 1er | 2e | 3e | 4e | 5e | 6e | 7e | 8e | 9e | 10e | 11e | 12e | 13e | 14e | 15e | 16e | 17e | 18e |
| Classement général | 80  | 60 | 45 | 35 | 30 | 25 | 21 | 18 | 15 | 12  | 10  | 8   | 6   | 5   | 4   | 3   | 2   | 1   |